# Tudália IV
Tudália IV foi um rei hitita que governou entre 1237 a.C. e 1208 a.C., com uma breve interrupção em 1228 a.C., quando seu primo, Kurunta, tomou o poder em um golpe de estado, desconhece-se como Tudália IV recuperou o trono.

## Biografia

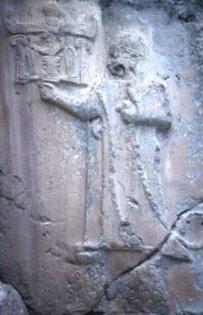
Tudália IV (Relevo em Hatusa)

Tudália IV recebeu o comando do exército hitita quando tinha apenas 14 anos, no entanto, seus triunfos o colocam no mesmo nível dos antigos reis Hatusil I e Mursil I.
Tudália IV foi o rei em cujo governo o Império Hitita atingiu seu zênite. Filho de Hatusil III, viu-se escolhido como príncipe herdeiro, embora não fosse o filho mais velho do rei, por motivos que ainda não estão claros. Quando seu pai morreu, ele subiu ao trono sem contestação e é até possível que já fosse co-regente nos últimos anos de Hatusil (embora isso não esteja bem documentado).
Seu primeiro problema como governante foi debelar uma revolta em Arzaua, que eclodira ainda no reinado de seu pai. Agindo energicamente, ele não somente sufocou a rebelião como impôs seu domínio sobre Milawata, um dos poucos reinos da Anatólia que ainda resistiam ao império hitita.
Mas a maior ameaça aos hititas era, sem dúvida, a Assíria. Quando Tuculti-Ninurta I tornou-se rei dos assírios, os dois impérios se chocaram na disputa pelas terras de Nihrita, próximas à fronteira hitita. Na batalha travada nesse lugar, Tudália sofreu rotunda derrota que só não trouxe consequências mais desastrosas porque os assírios, em seguida, voltaram suas atenções para a Babilônia.
Provavelmente aproveitando-se dessa derrota de Tudália, seu primo, Curunta, liderou um golpe de estado e destronou o rei, em 1228 a.C. A escassa documentação impede que tenhamos informações mais amplas sobre o golpe. Sabe-se, porém, que embora Tudália tenha recuperado o trono ainda naquele ano, Curunta manteve a posse de Taruntassa durante todo o reinado de seu primo.
Na segunda fase de seu governo, Tudália conseguiu apoderar-se do reino de Alaxia (na ilha de Chipre), convertendo-o em estado vassalo. A posse de Alaxia era muito importante porque permitia controlar o comércio no Mediterrâneo oriental, garantindo o suprimento de matérias primas de que os hititas tanto necessitavam.
Ao morrer, Tudália deixou o império para seu filho, Arnuanda III.